# Leighlinbridge
Leighlinbridge (in irlandese Leithghlinn an Droichid) è una località della Repubblica d'Irlanda. Fa parte della contea di Carlow, nella provincia di Leinster.
Qui nacque il cardinele Francis Patrick Moran.